# Zoe Mozert

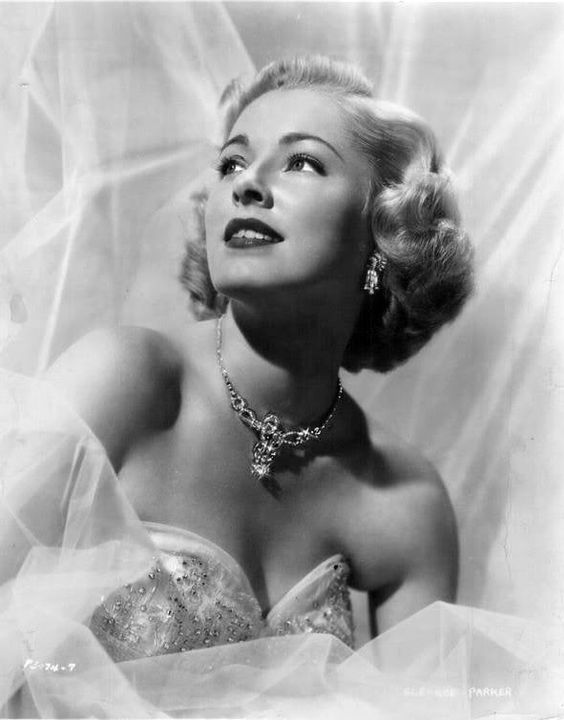
Imagen de Zoe Mozert.

Zoë Mozert (27 de abril de 1907-1 de febrero de 1993) fue una ilustradora estadounidense. Fue una de las ilustradoras de pin-up más famosas del siglo XX

## Carrera
En 1925 ingresó en la Escuela de Arte Industrial de Filadelfia donde estudió con Thornton Oakley, exalumno de Howard Pyle. Ella pintó cientos de portadas de revistas y carteles de películas durante su carrera; con frecuencia era su propia modelo, y recurría al uso de cámaras o espejos para capturar su pose. Sus pinturas son mejor conocidas por su estilo en colores pastel y la representación realista y natural de las mujeres, con una sensualidad alegre.
En 1941 Brown & Bigelow compraron a Mozert su primer desnudo y firmó un contrato exclusivo para un calendario. Durante la guerra, su serie de pin-ups Muchachas de victoria fue publicada tanto en calendario como en tarjetas mutoscopio (que se vendían en máquinas expendedoras colocadas en lugares como parques de atracciones). En 1946 Mozert creó el cartel publicitario para el film de Republic Pictures Chica de calendario, una película sobre una Gibson girl. Ese mismo año, pintó las pin-ups para la comedia protagonizada por Errol Flynn Nunca decir adiós, (también dibujó las ilustraciones que aparecen en los créditos de apertura de la película). En 1950 Mozert se había convertido en una de los «cuatro grandes», junto con Rolf Armstrong, Earl Moran y Gil Elvgren, siendo la primera ilustradora pin-up importante en un mundo entonces copado por artistas varones.
Algunas de sus obras más famosas incluyen el cartel de la película de Paramount Pictures True Confession (1937) protagonizada por Carole Lombard, el cartel de la película de Howard Hughes El fuera de la ley (The Outlaw, 1943) con Jane Russell, y su imagen más popular, para Canción del Desierto (1950).

## Obra
Galas que se encuentra en Museo Soumaya Plaza Carso de la Ciudad de México.